# Sarcophaga consobrina
Sarcophaga consobrina är en tvåvingeart som först beskrevs av Jean-Baptiste Robineau-Desvoidy 1830.  Sarcophaga consobrina ingår i släktet Sarcophaga och familjen köttflugor.
Artens utbredningsområde är Pennsylvania. Inga underarter finns listade i Catalogue of Life.